# Vencislav Vasilev
Vencislav Ivanov Vasilev (in bulgaro Венцислав Василев?; Pernik, 8 luglio 1988) è un ex calciatore bulgaro, di ruolo difensore.

## Carriera

### Club
In carriera ha giocato complessivamente 246 partite nella prima divisione bulgara, realizzandovi anche 10 reti. In aggiunta, ha anche giocato 10 partite nei turni preliminari di UEFA Europa League.

### Nazionale
Ha giocato nelle nazionali giovanili bulgare Under-19 ed Under-21.
Nel 2015 ha giocato 2 partite nella nazionale maggiore bulgara.